# Dubois (Idaho)
Dubois település az Amerikai Egyesült Államok Idaho államában, Clark megyében, melynek megyeszékhelye is. Lakosainak száma 511 fő (2020. április 1.).

## Népesség
A település népességének változása:

| 2010 | 677 |
| 2020 | 511 |